# 延安路中运量公交系统
延安路中运量公交系统，是中华人民共和国上海市的一条准快速公交系统，使用无轨电车运营。该系统西起申昆路枢纽站，东至延安东路外滩，主要途经沪青平公路与延安路，是上海浦西地区一条东西横贯的地面公交走廊。系统线路总长17.5 km，设站25组，另有1个下客点和1个停车场。

## 规划和研究
上海市是全国最早开始研究快速公交系统的城市。2002年，上海市政府颁布实施《上海城市交通白皮书》，确立了公共交通优先的政策。《白皮书》进一步指出，在“继续加快轨道交通建设的同时，也要重视地面公共交通的建设”。2010年上海世博会期间，由于上海市大量建设轨道交通，中运量公共交通的研究、规划陷入停滞。
2012年，上海重启了对延安路中运量线路的研究。最初，有关部门委托相关单位进行先期研究时，曾收到现代有轨电车方案而未实施。后来，BRT方案被采纳、实施，并进一步改进为无轨电车加路中专用道的设计方案。

## 建设与发展

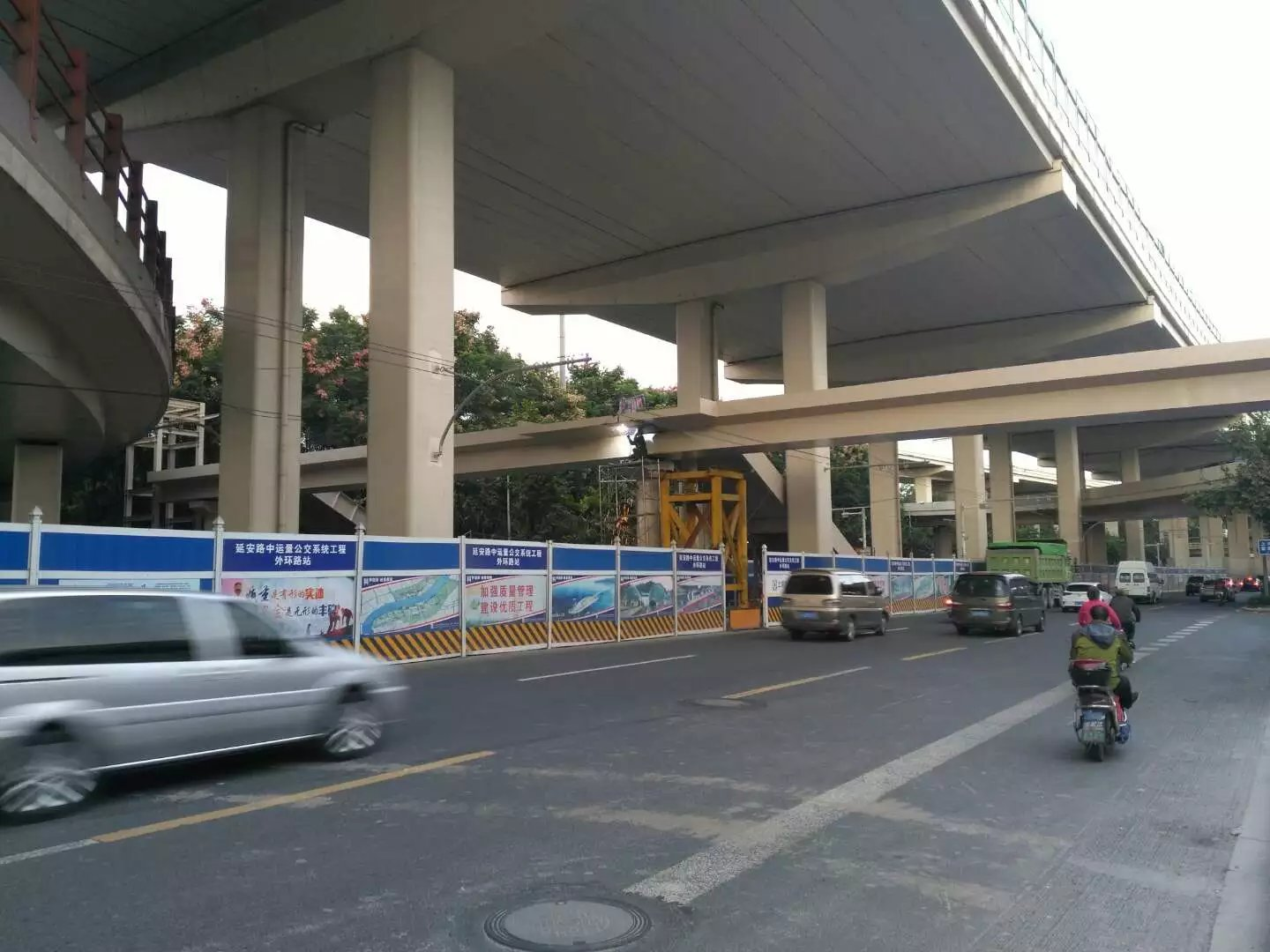
延安路中运量系统工程：在建外环路站及其天桥

延安路中运量公交系统工程于2016年6月25日开工，由上海市政工程研究总院和上海电科智能系统股份有限公司进行EPC总承包。

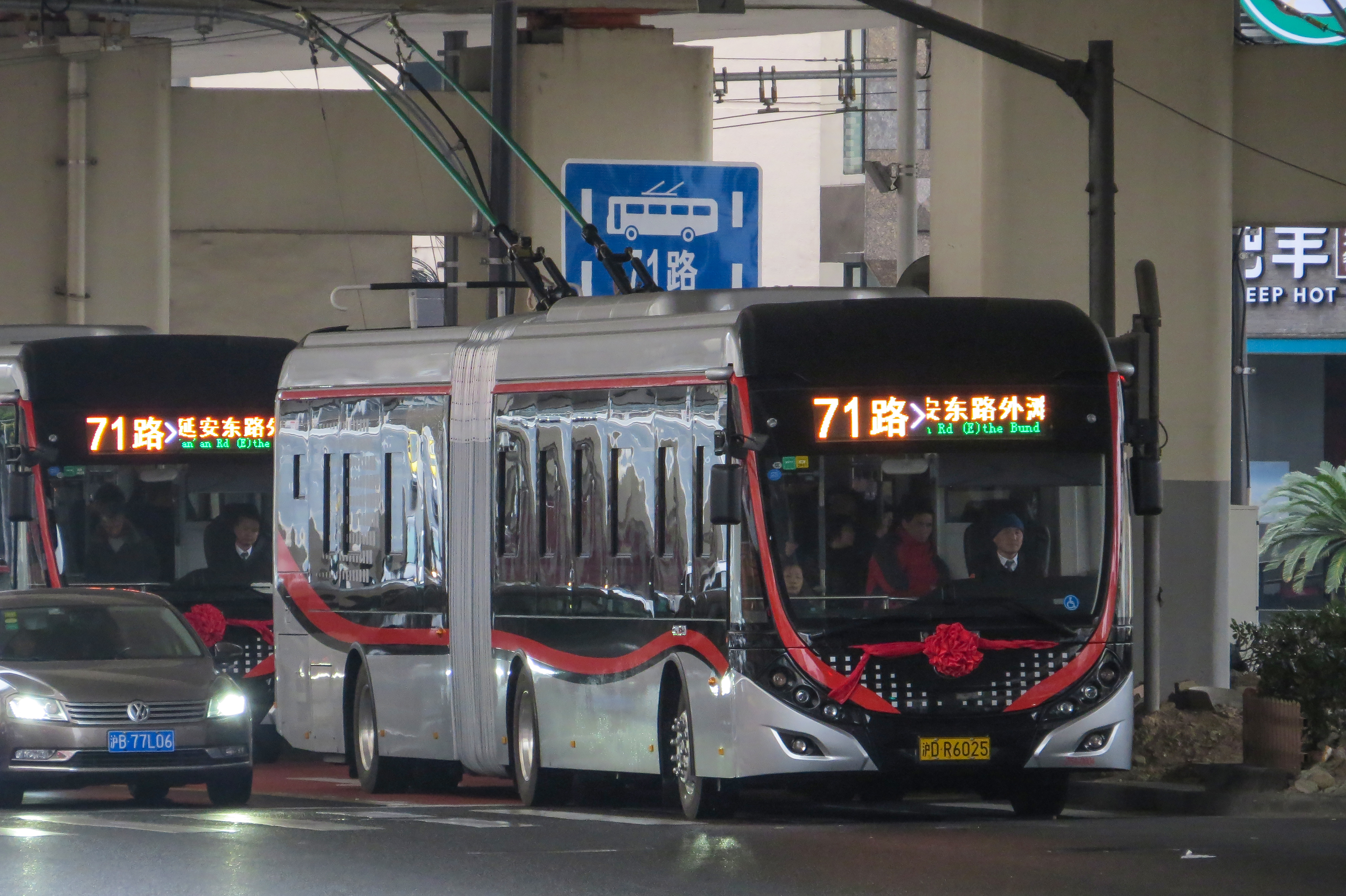
一辆71路的ZK5180A型电车，行驶于延安西路上江苏路附近

该路线设计为无轨电车线路，接触网区间（吴宝路站至成都北路站）约占全线的80 %，在主干道路内侧第一条车道使用24小时独立路权，在路口设置了专用信号灯。多数站点设置在道路中央，平均站距730米。
该系统于2017年2月1日开始试运营。
2017年5月，运营企业表示，正在研究试点双开门公交驶入专用道的可行性，以便沿线居民无缝接驳中运量系统，有望在年内推行。届时，延安路中运量公交系统专用道将不再是71路独占，而由多条线路共享。
2017年6月，运营企业表示，将新辟申昆路枢纽至虹桥枢纽的短驳环线，缓解虹桥机场2号航站楼、虹桥火车站的客流疏散压力。
2017年8月，有关部门表示，未来的中运量系统将形成主线、支线、接驳线组成的配套系统。其中“主线”即71路；“支线”是指能与71路中运量同站换乘的其他公交线（1250路、1251路），将采用“双开门”巴士；“接驳线”就是835路。

## 线路运营

### 主线
该线路上第一条公交线路——71路，于2017年2月1日清晨4点30分由申昆路枢纽站始发，开始对公众试运营。
试运行期间安排全程车和至黄陂北路的区间车。全程车高峰间隔4分、低谷间隔8分；区间车高峰间隔5分、低谷间隔10分。全程、区间线隔班交替运营，可以实现高峰期小于3分钟的平均间隔。

### 支线

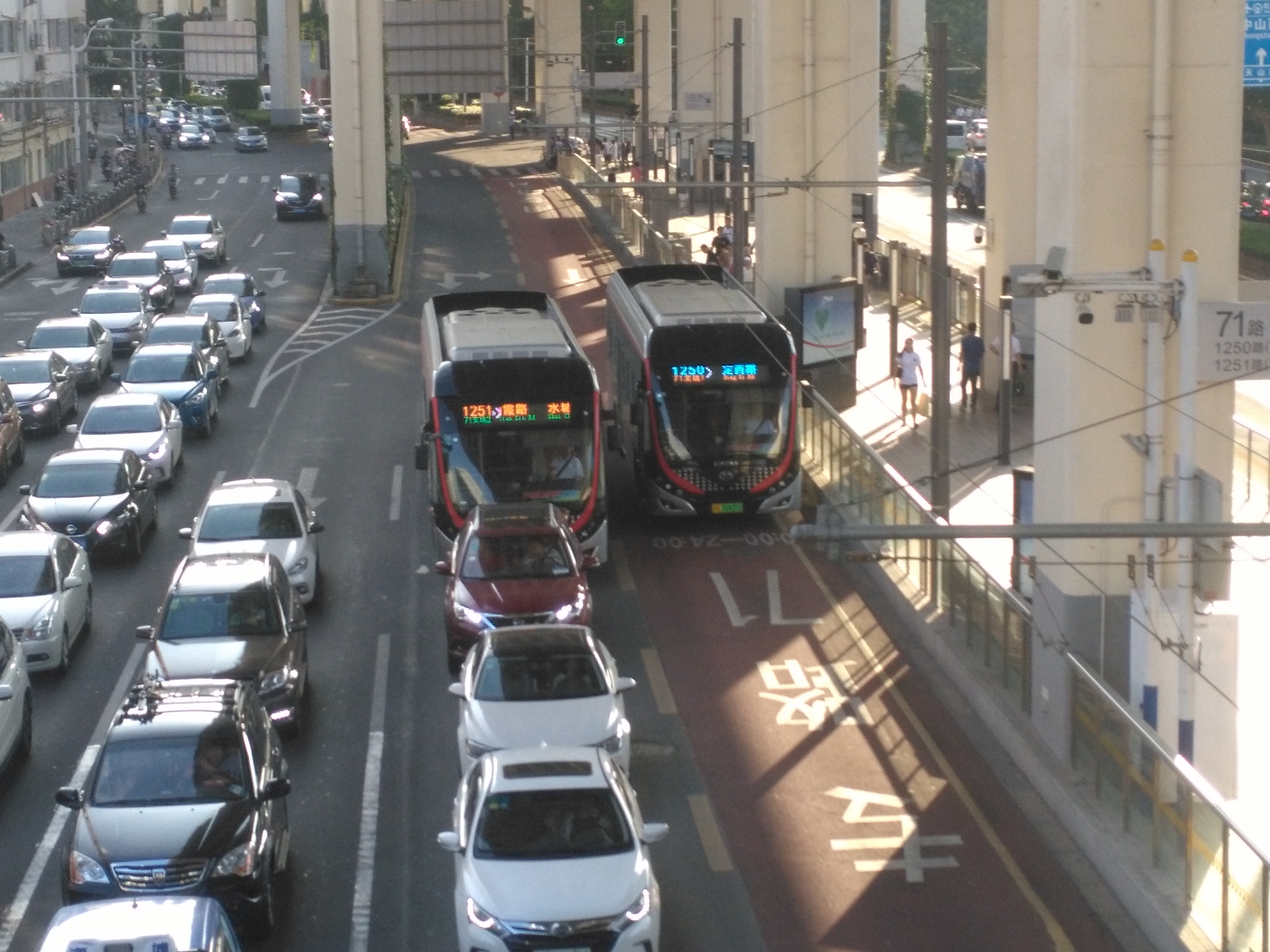
两辆宇通ZK6125BEVG25型电动客车并排排列于延安路中运量公交系统凯旋路站。左侧为1251路，右侧靠站者为1250路。

早在2017年6月20日，巴士公交便开始公开招标，试图购买16辆纯电动双开门接驳车辆，但出现了流标，最后采用单一来源谈判方式，决定继续采购宇通牌纯电动客车，型号为ZK6125BEVG25。
2017年5月，巴士公交表示，该支线线路估计要到10月左右开通，并挑选一条线路进行和71路同站换乘试点。双开门的车辆在主干道上是左边开门，在次干道上则是右边开门。2017年12月，巴士集团确定支线线路为上海公交1250路、1251路，双开门车辆将于是年十二月投入上述线路的运营，并与中运量系统正式对接。这批车辆也是上海公交史上首次投入实际运营的双开门车辆。
- 上海公交1250路（原名上海公交71路）：缩线于2017年1月28日（但是和原71路共存到2017年1月31日晚间，以实现线路编号的平稳过渡）[9]。目前运行于天山路一线，和上海公交190路高度复线。运营企业为巴士三公司（原巴士四汽）。
- 上海公交1251路（原名上海公交127路）：经过2016年7月[17]和2017年1月28日[9]两次缩线，目前该线路接驳仙霞路和茅台路一线[9]。运营企业为巴士三公司（原巴士四汽）。
- 上海公交71路T2线： 为接驳虹桥机场T2航站楼开通的线路，原先还经过虹桥火车站；2017年9月8日以835路名义开通，2019年10月更名[18]，运营企业为巴士三公司[19]。
- 上海公交748路：接驳上海动物园、吴家巷、七宝镇、中华村、 █ 12号线七莘路站、九亭镇；2017年2月1日起缩线[9]。运营企业为巴士四公司（其原本属于巴士六汽（原强生公司，今巴士四公司）和强生公司）。

### 换乘接驳线路
下列线路为系统内换乘接驳线路，仅列出城区常规日间线路：
- 上海公交闵行33路（A、B线）（原名上海公交七宝1路）：接驳七宝镇、七宝老街、交大农学院、七宝中学、中华村、 █ 12号线七莘路站、莘庄商务区；2017年1月30日延伸进入申昆路枢纽站；运营企业为巴士二公司（原属巴士六汽和强生公司）[9]。
- 上海公交709路：接驳七宝镇航华新村地区、 █ 10号线航中路站、七宝镇、宝北村；2017年2月起缩线到上海动物园（延安西路虹桥路）[9]，2017年8月26日起缩线到航东路站[20]。因为709路缩线，72路和149路进行了必要的线路调整。运营企业为巴士三公司（原巴士四汽）。

## 主线站点设置

系统地图

| 站名                 | 图片 | 换乘 | 站台类型   | 位置                                    | 经纬坐标                                          |
| -------------------- | ---- | --- | ---------- | --------------------------------------- | ------------------------------------------------- |
| 申昆路枢纽站         |      | 沪朱专线、851路（原沪青盈专线）、闵行33路、835路 | 枢纽场站   | 高虹路七莘路口                          | 31°10′27″N 121°19′56″E / 31.174089°N 121.332227°E |
| 吴宝路站             |      | 173路、196路、748路、865路、91路、虹桥枢纽1路、闵行18路、上青线                                                                                              | 路中分离式 | 沪青平公路吴宝路口                      | 31°10′29″N 121°20′07″E / 31.17467°N 121.33519°E   |
| 航新路站             |      | 196路、748路、776路、91路、虹桥枢纽1路、闵行18路 | 路中分离式 | 沪青平公路航新路口                      | 31°10′40″N 121°20′23″E / 31.17780°N 121.33964°E   |
| 航东路站             |      | 196路、709路、748路、865路、91路、上青线、虹桥枢纽1路 | 路中分离式 | 沪青平公路航东路口                      | 31°10′59″N 121°20′51″E / 31.18318°N 121.34749°E   |
| 外环路站             |      | 91路、196路、519路、739路、748路、911路、941路、1207路、虹桥枢纽1路                                                                                          | 路中岛式   | 延安西路沪青平公路东侧                  | 31°11′09″N 121°21′20″E / 31.18578°N 121.35543°E   |
| 虹井路站             |      | █ 10号线上海动物园站 57路、519路、739路、748路、807路、809路、941路、911路、1207路、新泾1路                                                                  | 路中岛式   | 延安西路虹井路东侧                      | 31°11′19″N 121°21′50″E / 31.18867°N 121.36401°E   |
| 剑河路站             |      | 804路、虹桥镇2路 | 路中岛式   | 延安西路剑河路东侧                      | 31°11′22″N 121°22′36″E / 31.189369°N 121.376671°E |
| 虹梅路站             |      | █ 10号线龙溪路站 519路、757路、809路 | 路中岛式   | 延安西路虹梅路西侧                      | 31°11′38″N 121°22′46″E / 31.19396°N 121.37957°E   |
| 虹许路站             |      | 69路、700路 | 路中岛式   | 延安西路虹许路西侧                      | 31°11′46″N 121°23′00″E / 31.19610°N 121.38337°E   |
| 水城南路站           |      | █ 10号线水城路站 519路、700路、757路、827路、941路 | 路中岛式   | 延安西路水城南路西侧                    | 31°11′38″N 121°22′46″E / 31.19396°N 121.37957°E   |
| 古北路站（预留站点） |      | █ 15号线红宝石路站 | 路中岛式   | 延安西路古北路西侧                      | 31°12′07″N 121°23′37″E / 31.20185°N 121.39355°E   |
| 娄山关路站           |      | █ 10号线伊犁路站 57路、911路 | 路中分离式 | 延安西路娄山关路口                      | 31°12′12″N 121°23′56″E / 31.20347°N 121.39892°E   |
| 凯旋路站             |      | █ 3号线、 █ 4号线延安西路站 57路、946路、1250路、1251路、190路                                                                                               | 路中岛式   | 延安西路天山路、凯旋路间                | 31°12′35″N 121°24′40″E / 31.20982°N 121.41110°E   |
| 定西路站             |      | 57路、946路、1250路、1251路 | 路中岛式   | 延安西路定西路西侧                      | 31°11′46″N 121°23′00″E / 31.19610°N 121.38337°E   |
| 番禺路站             |      | 44路、57路、76路、96路 | 路中岛式   | 延安西路番禺路东侧                      | 31°12′47″N 121°25′30″E / 31.21304°N 121.42505°E   |
| 江苏路站             |      | 01线、62路、57路、76路 | 路中岛式   | 延安西路江苏路西侧                      | 31°12′56″N 121°25′38″E / 31.21557°N 121.42735°E   |
| 镇宁路站             |      | 01线、57路、62路、76路、838路 | 路中岛式   | 延安西路镇宁路东侧                      | 31°13′10″N 121°26′00″E / 31.21937°N 121.43334°E   |
| 华山路站             |      | █ 2号线、 █ 7号线静安寺站 01线、15路、45路、48路、93路、94路、113路、548路、824路、830路、927路                                                              | 路中岛式   | 延安西路华山路西侧                      | 31°13′17″N 121°26′42″E / 31.221280°N 121.444919°E |
| 常德路站             |      | █ 2号线、 █ 7号线静安寺站 | 路中岛式   | 延安中路常德路西侧                      | 31°13′24″N 121°26′39″E / 31.22345°N 121.44427°E   |
| 上海展览中心站       |      | 01线、49路 | 路中岛式   | 延安中路威海路西侧，上海展览中心2/3号门 | 31°13′31″N 121°26′56″E / 31.22520°N 121.44890°E   |
| 茂名北路站           |      | █ 2号线南京西路站 █ 13号线南京西路站、淮海中路站 24路、41路、104路                                                                                           | 路中岛式   | 延安中路茂名路东侧                      | 31°13′33″N 121°27′25″E / 31.22583°N 121.45687°E   |
| 成都北路站           |      | 01线、36路、253路(高峰线)、 869路、933路、974路、 沪青高速专线                                                                                               | 路中岛式   | 延安中路老成都北路-成都南路东侧         | 31°13′33″N 121°27′48″E / 31.22584°N 121.46346°E   |
| 黄陂北路站           |      | █ 1号线、 █ 14号线一大会址·黄陂南路站 █ 1号线、 █ 2号线、 █ 8号线人民广场站 23路、108路、775路、都市观光旅游1线、都市观光旅游2线、455路、782路、783路、934路 | 路中岛式   | 延安东路黄陂北路东侧                    | 31°13′41″N 121°28′09″E / 31.22809°N 121.46919°E   |
| 黄陂北路站（下客站） |      | █ 1号线、 █ 2号线、 █ 8号线人民广场站 46路、112路、123路、145路(高峰线)、952路、隧道六线                                                                     | 枢纽场站   | 武胜路延安东路西侧，112路原终点站       | 31°13′45″N 121°28′13″E / 31.22919°N 121.47026°E   |
| 西藏中路站           |      | █ 8号线大世界站 01线、18路、451路、455路、930路、934路、机场五线、隧道三线、隧道六线                                                                         | 路中岛式   | 延安东路西藏中路东侧，大世界旁          | 31°13′51″N 121°28′27″E / 31.23078°N 121.47427°E   |
| 河南中路站           |      | █ 10号线豫园站 17路、66路、145路(高峰线)、805路、929路、934路                                                                                                | 路侧岛式   | 延安东路南侧，紫金路东侧                | 31°13′59″N 121°29′00″E / 31.23315°N 121.48340°E   |
| 延安东路外滩站       |      | 55路、65路、135路、123路、576路、868路、上海轮渡东金线 | 路侧岛式   | 延安东路北侧，中山东一路西侧            | 31°14′05″N 121°29′10″E / 31.23485°N 121.48613°E   |

## 运营

### 专用车道、专用交通信号

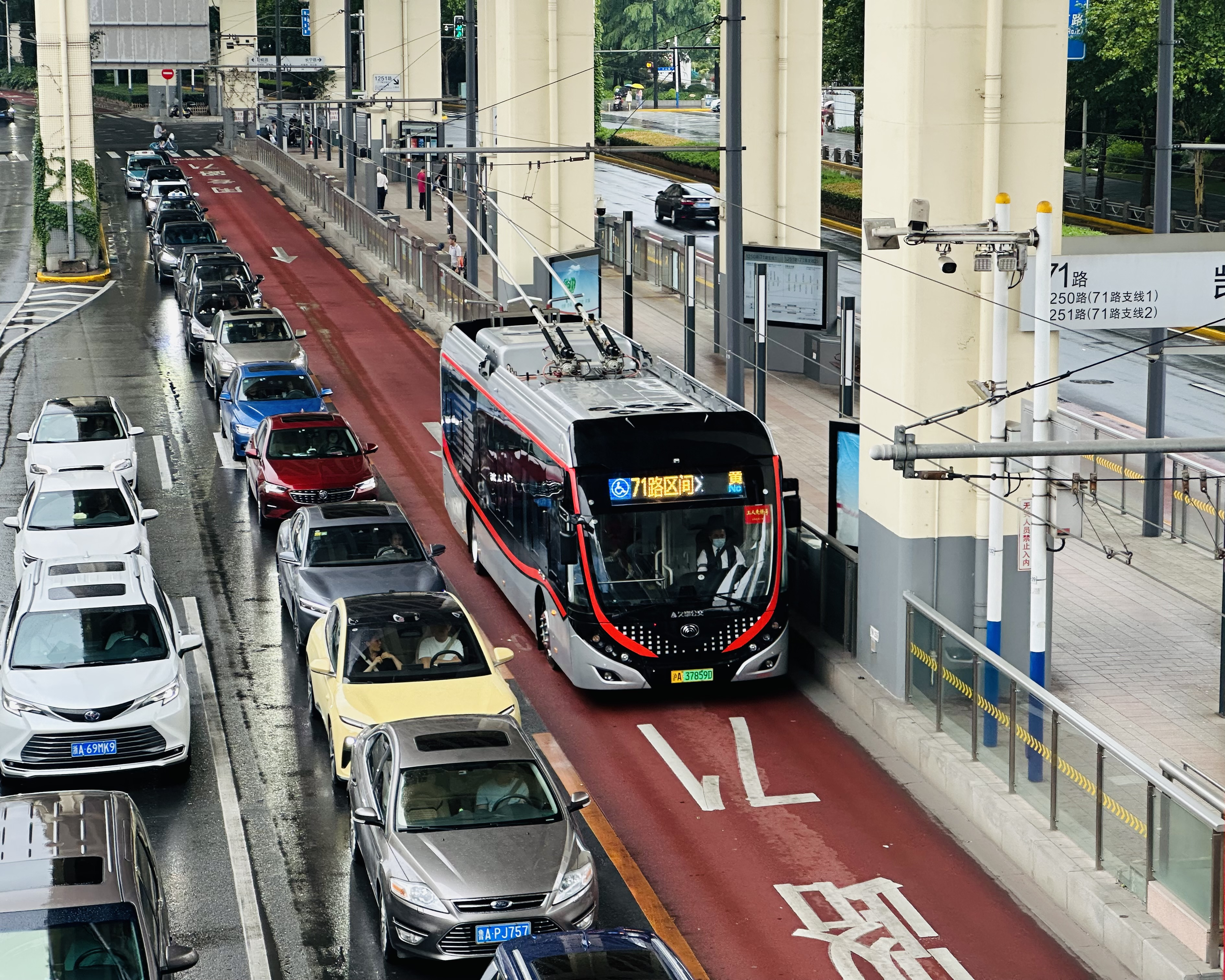
一辆71路区间车行驶于中运量专用道

线路在七莘路—浙江路之间行驶于路中的全天候专用道，其他路段与社会车辆混行。

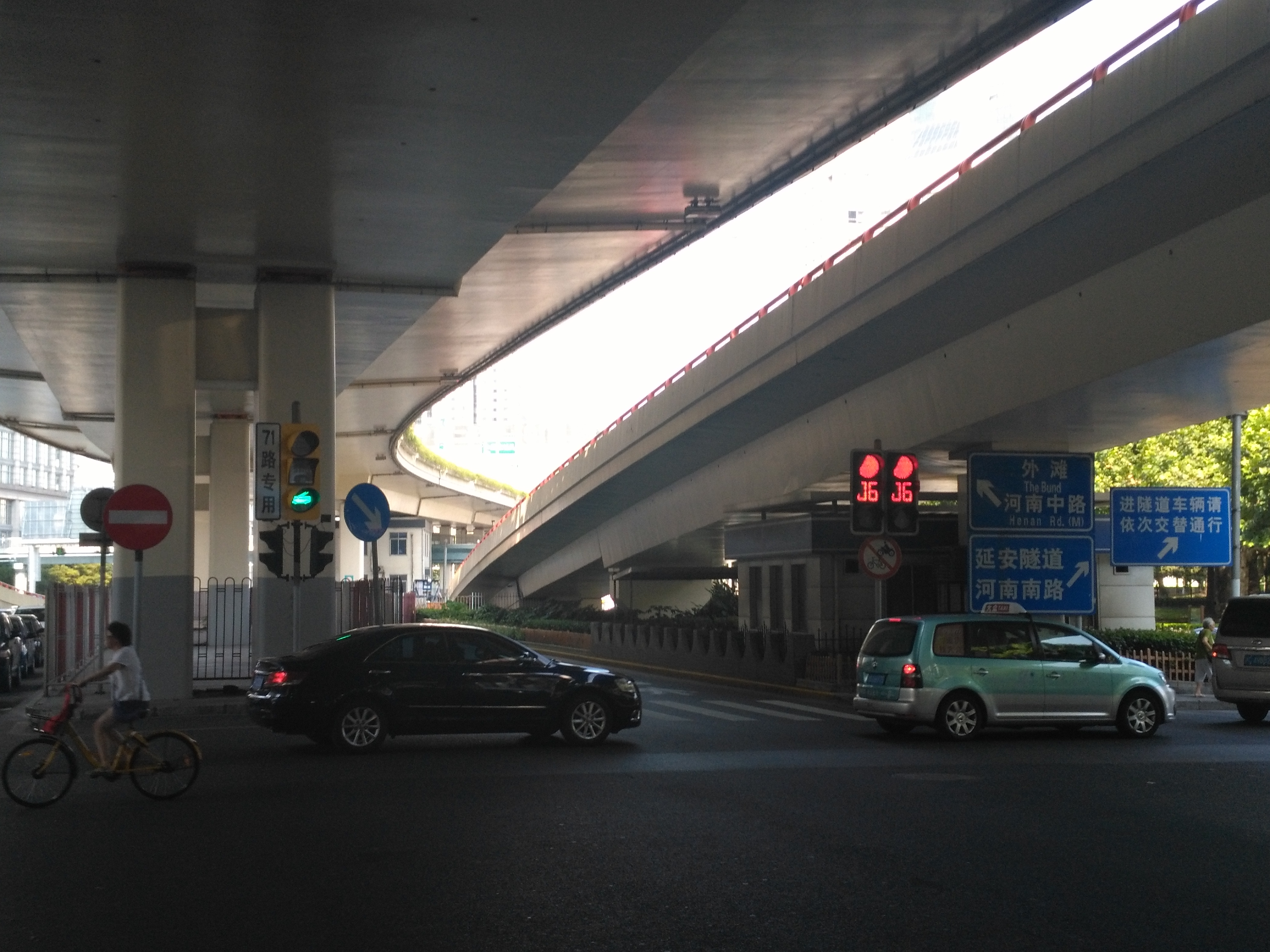
延安路中运量系统工程信号优先范例（浙江路口），目前为数不多能保留该措施的路口。专用信号灯提前转绿，让巴士先行。

该线路使用专用信号灯，传感器检测到车辆进入路口后，会增长绿灯时间、缩短红灯时间，加快运营效率。

### 站台设施

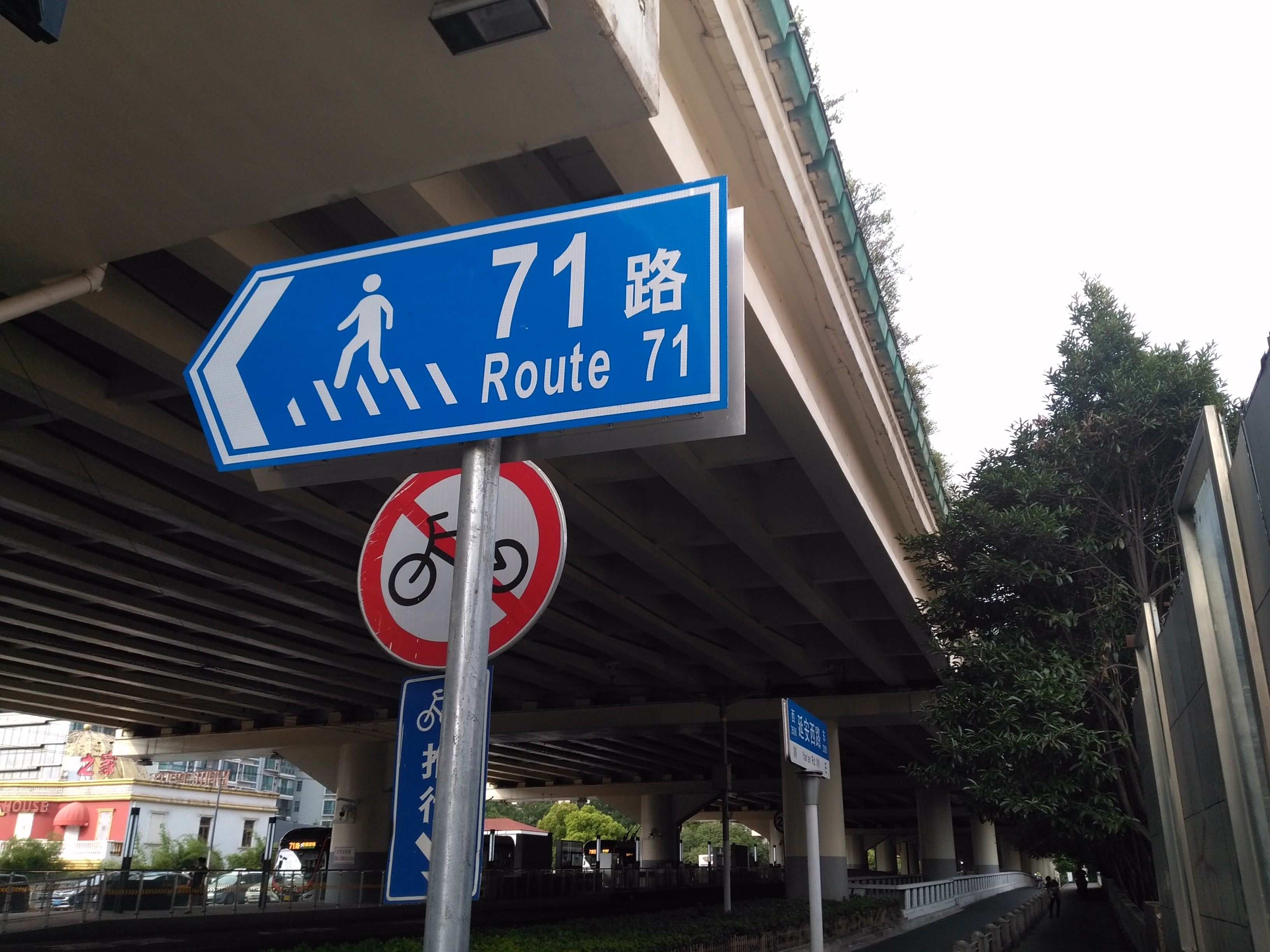
延安路中运量公交系统虹井路南侧进站指引牌，引导乘客通过斑马线进站乘车

延安路中运量公交系统所有站点都配备低站台门，可以随车辆车门开闭自动控制，此外亦可通过司机端和站台保安端遥控器控制站台门开关。
目前，所有站点不设闸机与售票点。除延安东路外滩站、河南中路站与申昆路枢纽站外，所有站点都位于道路中央。延安路路段站点为岛式站台，双向站台门相对而设而有所错开；沪青平公路上的站点为岛式站台，双向站台错开：外滩方向在路口西侧，申昆路方向在路口西侧。各个站点附近均设置了引导指示牌，表明该站点应通过天桥或人行横道进入站点。
目前，所有71路、71路区间配车左侧开门；支线均为双向开门车辆。此外，车辆上还设置了客流探头，可实时监测车厢客流情况，并通过站台屏幕提示该车的拥挤程度。

## 评价

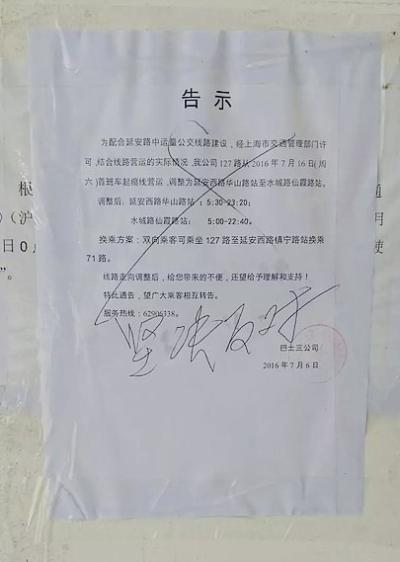
上海127路缩线通告，上有乘客手书曰“坚决反对”

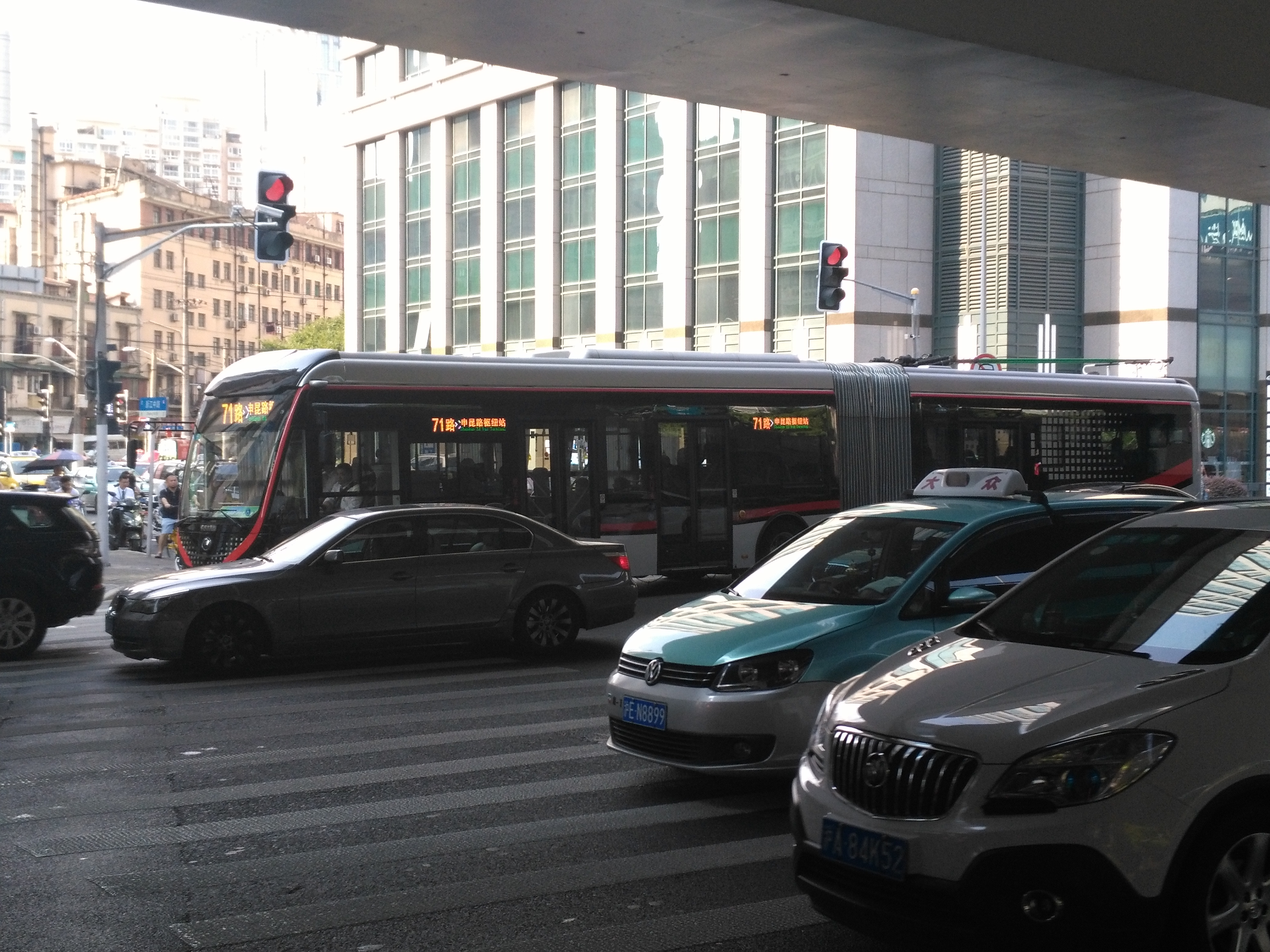
在外滩非专用道路段，中运量巴士“举步维艰”

中运量公交系统尚在建设时，作为系统工程的一部分，有关部门开始调整相关公交线网，缩线并裁撤925路、936路、原71路（双流路天山路—延安东路中山东一路）和127路（水城路仙霞路—延安东路江西中路）；合并911和911区间。由于925路、936路、127路等曾多次列入撤销、缩线、合并的计划表，这些调整中有一部分引发市民不满，例如上海市交通委员会的电话曾被近300名市民呼入，反对127路缩线，127路暂缓撤销。此外，有市民因此向巴士或巴士站张贴“大字报”或涂抹张贴在公共区域的有关通告文书等以表不满。
延安路中运量系统运营后，客流稳步增长，主管单位上海市交通委表示，经过运营单位的优化，71路总体运营情况良好，各项指标基本达到预期。开通当日，据新民报社报道，当71路巴士开往延安东路外滩站时，从剑河路往后的站点，乘客只能挤得上来一两位，又因为下车的人寥寥无几，所以出现了排队的现象；而车厢内的拥挤情况，一直持续到终点站外滩。
运营伊始，系统运行速度问题也不及预期，且独立路权也时常受到违规行人、非机动车及机动车的干扰，部分仅通过天桥与道路两侧人行道连接的站点缺乏无障碍设施。此外，信号优先系统也因为响应率低，影响运行速度，被批“有名无实”，线路工作日客流也大为减少。
同时，该系统与相邻新辟接驳线路换乘站点并非同站，因而导致换乘步行距离较长。原本依靠925路直接前往中心城区的航华新村居民在系统开通后出行不便。开通当日便有来自航华街道的一位青年乘客向新民晚报记者表示：“平时在航华新村坐925，公交就在小区门口，现在只能换一辆车换中运量。建议开辟免费接驳车进小区，既可以省去换乘费用，也可以更加方便。”
2017年5月，该公交系统的设计和EPC总承包单位上海市政工程设计研究总院表示，在3个月的试运营期间，工作日期间71路客流稳定在4万以上，高峰日客流接近5万；早晚高峰平均时速达到每小时18公里以上。试运营初期的单程开行时间为80分钟，目前提速在60分钟左右。71路车速逐步加快，班次准点，“获得较多市民的认可”，达到设计初期运营目标。而据新闻晨报报导，71路及其区间车工作日日均客流已达5.4万人次，居全上海市市公交线第一。
2018年2月10日，上海电视台驻长宁记者采访上海公交57路乘客，发现中运量开通后因线路对龙柏新村居民而言较为不便，且速度优势不明显，故57路的客流反而有所上升。
虽然71路及其支线均不是24小时运营，但是延安路上的专用道却是24小时禁止社会车辆通行，遇延安路高架深夜封闭养护时经常造成延安路地面道路拥堵严重。